# К'ініч-Хой-К'авііль
К'ініч-Хой-К'авііль (д/н — 803)— ахав К'анту у 799—803 роках.

## Життєпис
Про батьків немає відомостей. Вважається, що фактично став володарювати у 797 або 798 році. Він реалізував нову будівельну програму, зокрема повелів спорудити майданчик для гри в м'яч в «Групі В». У межах її ігрової центральної алеї розташовуються 3 різьблених маркери. На одному з них, маркері 3, присутня найраніша пов'язана з К'ініч-Хой-К'авіілем дата 9.18.8.3.9, 9 Мулук 7 Муваан (7 листопада 798 року). Лише в день 9.18.9.5.9, 6 Мулук 2 К'аяб (12 грудня 799 року) відбулася церемонія інтронізації.
Найважливіший пам'ятник Кініч-Хой-Кавііля встановлено з нагоди закінчення 10-річчя в день 9.18.10.0.0, 10 Ахав 8 Сак (19 серпня 800 року) вівтар 23, де йдеться про військові успіхи цього ахава. Ним було підкорені невеличкі царства К'анвиц і Б'італь. На стелі 11 К'ініч-Хой-К'авііля названо господарем 8 полонених, що свідчить про кількість захоплених ворожих правителів.
Найпізніша згадка щодо К'ініч-Хой-К'авііль виявлена на маркері 4: датується днем 9.18.12.10.14, 8 Хіш 7 Сип (11 березня 803 року). Дата його смерті невідома. Владу успадкував К'ініч-Тооб'іль-Йо'паат.